# Dawid Zygmunt Pilchowski
Dawid Zygmunt Pilchowski SI herbu Rogala (ur. 15 grudnia 1735 w Rutkiszkach, zm. 4 grudnia 1803) – polski duchowny rzymskokatolicki, jezuita, poeta, tłumacz literatury z języka łacińskiego, biskup pomocniczy wileński.

## Biografia
Kształcił się w szkołach jezuickich. Następnie, mimo sprzeciwu matki dysydentki (ojciec nie żył), wstąpił do jezuitów. Od 1757 był profesorem w kolegium jezuickim w Wilnie. Studiował teologię na Akademii Wileńskiej. 28 czerwca 1761 otrzymał święcenia diakonatu, a 29 czerwca 1761 prezbiteriatu. W 1766 zdobył tytuł doktora filozofii i magistra nauk wyzwolonych, po czym powrócił do pracy w kolegium jezuickim w Wilnie. W 1769 złożył śluby wieczyste.
W 1773 otrzymał tytuł doktora teologii. Po kasacie jezuitów w 1773 pozostał na stanowisku wykładowcy. Był również prefektem drukarni akademickiej. W 1783 został współpracownikiem Komisji Edukacji Narodowej. W tym też roku został wizytatorem generalnym szkół Wielkiego Księstwa Litewskiego oraz objął katedrę literatury łacińskiej i polskiej Szkoły Głównej Litewskiej oraz prezesurę Kolegium Moralnego.
W 1792 został kanonikiem wileńskiej kapituły katedralnej. W 1793 odmówił proponowanego mu stanowiska rektora Szkoły Głównej Litewskiej. W 1793 biskup wileński Ignacy Jakub Massalski mianował go biskupem pomocniczym wileńskim. Zrezygnował wówczas z etatu profesora.
W czasie insurekcji kościuszkowskiej był kierownikiem Wydziału Instrukcji Deputacji Centralnej Wielkiego Księstwa Litewskiego. Zobowiązał się kształcić bezpłatnie sieroty po poległych powstańcach.
Po śmierci bpa Massalskiego w 1794 wybrany na administratora diecezji wileńskiej. Zarządzał nią do wyboru nowego biskupa w 1798. 1 czerwca 1795 papież Pius VI prekonizował go biskupem pomocniczym wileńskim oraz biskupem in partibus infidelium echinuskim. W sierpniu 1798 przyjął sakrę biskupią z rąk biskupa inflanckiego i piltyńskiego Jana Kossakowskiego.
W 1800 został członkiem Towarzystwa Przyjaciół Nauk. Zmarł w Wilnie 4 grudnia 1803 i pochowany został na cmentarzu przy kościele św. Stefana.